# Fairphone 5
Le Fairphone 5 est un smartphone créé et vendu par Fairphone. Son prédécesseur était le Fairphone 4. Annoncé le 30 août 2023, le Fairphone 5 est mis en vente depuis le 14 septembre 2023.

## Spécifications
Le Fairphone 5 est un smartphone modulaire, ce qui en fait un téléphone facilement réparable par ses utilisateurs. Il intègre la 5G et le Wi-Fi 6E, et possède une batterie de 4,200 m Ah également facilement remplaçable. Ce téléphone est vendu soit en version avec 128 Go de mémoire et 6 Go de RAM, soit avec 256 Go de mémoire et 8 Go de RAM. Il a 3 capteurs photographiques, dont un de 50 MP avec une optique stabilisée, il est IP55, et un taux de rafraîchissement d'écran de 90 Hz.
Ce téléphone est vendu avec Android 13, mais on peut le changer par un autre système d'exploitation. Il a reçu 5 mises à jour majeurs d'Android et 8 ans de patches de sécurité. Cela a été rendu possible grâce au system-on-chip utilisé par des applications d'IoT et permet ainsi d'augmenter le support par rapport à un SoC intended.

## Réparabilité
Il possède une note de 10/10 sur le site d'Ifixit.